# (32804) 1990 SO2
1990 SO2 (asteroide 32804) é um asteroide da cintura principal. Possui uma excentricidade de 0.22027580 e uma inclinação de 6.89266º.
Este asteroide foi descoberto no dia 17 de setembro de 1990 por Henry E. Holt em Palomar.